# Brooklyn (film)
Brooklyn è un film del 2015 diretto da John Crowley.
Basato sull'omonimo romanzo di Colm Tóibín, ha tra gli interpreti principali Saoirse Ronan, Emory Cohen, Domhnall Gleeson, Jim Broadbent e Julie Walters.

## Trama
1952. Eilis Lacey è nata e cresciuta in un piccolo paese in Irlanda con la madre e la sorella. Impiegata la domenica in un negozio di paese, ha difficoltà a trovare un'occupazione che le garantisca un futuro, e per questo decide di emigrare negli Stati Uniti alla ricerca di un futuro migliore. Dopo un lungo viaggio per nave e un difficile periodo di adattamento, durante il quale vive in un convitto femminile e lavora in un grande magazzino, Eilis riesce a costruirsi una vita a Brooklyn, consegue un diploma di contabile e si innamora di Tony, un idraulico italiano, con il quale intreccia una storia d'amore.
Ma, per l'improvvisa e tragica scomparsa della sorella, Eilis, dopo aver sposato di nascosto Tony, torna in Irlanda dalla madre, ritrovando gli amici e i luoghi che aveva lasciato per andare in America. Ora sembra che possa avere tutto quello che prima non riusciva ad ottenere: le viene offerto il lavoro della sorella, in paese è considerata una cosmopolita e per di più si invaghisce di Jim Farrell, un ragazzo gentile affabile e ricco che le propone di sposarlo. Eilis sa che facendo così potrebbe restare accanto alla madre e inizia ad avere dei dubbi sul suo ritorno in America, per questo smette di rispondere alle lettere che Tony le manda da New York.
Tuttavia un giorno Miss Kelly, l'acida e prepotente padrona del negozio in cui lavorava prima di partire, la invita a bere un tè e le rivela di essere a conoscenza del suo matrimonio in America, perché lo ha saputo da una sua cliente, che ha una nipote che vive a New York. Eilis così si ricorda di quanto sia retrograda e meschina quella città e capisce che ormai casa sua è negli Stati Uniti. Ordina un biglietto sulla prima nave per New York, saluta la madre, lascia una lettera a Jim e riparte per tornare da Tony. Sulla nave incontra una ragazza irlandese che sta per trasferirsi a Brooklyn e le dà quelle informazioni che le sarebbero servite durante il suo primo viaggio. Nell'ultima scena si vede Eilis che aspetta Tony fuori dal lavoro e si tuffa fra le sue braccia.

## Distribuzione
Il film è stato presentato in anteprima al Sundance Film Festival, il 26 gennaio 2015, poi in numerosi festival cinematografici internazionali, tra cui Toronto International Film Festival e London Film Festival. In Italia è stato presentato il 24 novembre 2015 al 33° Torino Film Festival e distribuito nelle sale il 17 marzo 2016.

## Riconoscimenti
- 2016 - Premio Oscar
  - Candidatura per il Miglior film
  - Candidatura per la Miglior attrice protagonista a Saoirse Ronan
  - Candidatura per la Migliore sceneggiatura non originale a Nick Hornby
- 2016 - Golden Globe
  - Candidatura per la Miglior attrice in un film drammatico a Saoirse Ronan
- 2016 - British Academy Film Awards
  - Miglior film britannico
  - Candidatura per la Miglior attrice protagonista a Saoirse Ronan
  - Candidatura per la Miglior attrice non protagonista a Julie Walters
  - Candidatura per la Miglior sceneggiatura non originale a Nick Hornby
  - Candidatura per i Migliori costumi a Odile Dicks-Mireaux
  - Candidatura per il Miglior trucco e acconciatura a Morna Ferguson e Lorraine Glynn
- 2016 - Screen Actors Guild Awards
  - Candidatura per la Miglior attrice cinematografica a Saoirse Ronan
- 2015 - British Independent Film Awards
  - Miglior attrice protagonista a Saoirse Ronan
  - Candidatura per il Miglior attore non protagonista a Domhnall Gleeson
  - Candidatura per la Miglior attrice non protagonista a Julie Walters
  - Candidatura per la Miglior sceneggiatura a Nick Hornby
  - Candidatura per il Miglior contributo tecnico a Fiona Weir, casting
- 2015 - Hollywood Film Awards
  - New Hollywood Award a Saoirse Ronan
- 2015 - Hamptons International Film Festival
  - Breakthrough Performer a Emory Cohen
- 2015 - Vancouver International Film Festival
  - Roger's People's Choice Award
- 2015 - Mill Valley Film Festival
  - Premio del pubblico
- 2015 - Denver International Film Festival
  - People's Choice Award
- 2015 - Virginia Film Festival
  - Premio del pubblico
- 2015 - New York Film Critics Circle Award
  - Miglior attrice protagonista a Saoirse Ronan
- 2016 - Satellite Awards
  - Miglior attrice protagonista a Saoirse Ronan
  - Candidatura per il Miglior film